# Joaquim Forn
Joaquim Forn Chiariello (Barcelona, 1 de abril de 1964) es un político español, licenciado en derecho por la Universidad de Barcelona, asociado a Junts desde 2020 y concejal del Ayuntamiento de Barcelona desde 1999 por Convergencia y Unión. Fue diputado en el Parlamento de Cataluña en su xii legislatura.
Durante la etapa del gobierno Trias (2011-2015) ejerció de 1.er teniente de alcalde de la ciudad. Ejerció de consejero de Interior de la Generalidad de Cataluña desde el 14 de julio de 2017 hasta su cese el 28 de octubre del mismo año en virtud de la Aplicación del artículo 155 de la Constitución española en Cataluña. En noviembre de 2017 ingresó en prisión preventiva a la espera de juicio, acusado de rebelión, sedición y malversación. Fue indultado en 2021 por el Gobierno español.

## Biografía
Licenciado en Derecho por la UB, en 1989 forma parte del grupo Acció Olimpica que lanzó octavillas de "Freedom por Cataluña" en la inauguración del estadio olímpico. Forn ejerce de concejal de Barcelona adscrito al distrito de Sants-Montjuïc y de Nou Barris desde el año 1999 en el grupo municipal de CiU hasta el cambio de nombre de la coalición a Grup Municipal Demòcrata (PDeCAT – Unió – Demòcrates) durante el pleno del 24 de febrero de 2017.
Ejerció de portavoz del Grupo Municipal de CiU desde 2007.
Durante el mandato del alcalde Xavier Trias (2011-2015) ejerció de 1.er teniente de alcalde de la ciudad, encargándose de las funciones del Área de Presidencia, del Régimen Interior, de la Seguridad y Movilidad del Ayuntamiento de Barcelona y de la portavocía del gobierno municipal. Durante su etapa como teniente de alcalde, Forn ocupó la presidencia de TMB y fue vicepresidente del Consejo de Administración de la ATM. 
Tras las elecciones municipales de 2015 la candidatura de CiU no obtuvo los apoyos necesarios para mantenerse en el gobierno pese a sus 10 concejales en el pleno municipal. Desde entonces, Forn retoma sus funciones de portavoz del Grupo Municipal de CiU en la oposición y de diputado provincial de la Diputación de Barcelona. El 14 de julio de 2017 fue nombrado Consejero de Interior del Gobierno catalán, substituyendo a Jordi Jané. Tuvo un papel determinante en la gestión de seguridad y emergencias en respuesta a los atentados de Barcelona y Cambrils del 17 de agosto del mismo año.

### Causa judicial
A partir del 7 de septiembre de 2017 pasó a estar investigado por la Fiscalía del Tribunal Superior de Justicia de Cataluña por presuntos delitos de prevaricación, desobediencia al Tribunal Constitucional y malversación de caudales públicos, tras firmar el Decreto autonómico para convocar un referéndum de autodeterminación, posteriormente declarado como anticonstitucional, junto con los demás miembros del Gobierno catalán. El 8 de septiembre, la Fiscalía exigía fianza para garantizar los gastos que pueda causar al erario público, que entonces cifró en 6,2 millones de euros.
El 2 de noviembre de 2017 ocho miembros del Gobierno catalán, entre ellos el propio Joaquim Forn, declararon ante la jueza de la Audiencia Nacional, Carmen Lamela. El fiscal, Miguel Ángel Carballo solicitó prisión incondicional para todos los miembros del Gobierno catalán. Fue encarcelado en el Centro Penitenciario de Estremera (Madrid) de forma preventiva junto al exvicepresidente catalán Oriol Junqueras y otros siete exconsejeros de la Generalidad de Cataluña, acusado de sedición, rebelión y malversación de fondos públicos. Forns presentó un recurso de apelación ante el Tribunal Supremo, y el juez Pablo Llarena se lo denegó, el 14 de diciembre. Este hecho le impidió participar en la campaña de elecciones al Parlamento de Cataluña de 2017, convocadas por el gobierno central, en la que formaba parte como número 7 de la circunscripción de Barcelona, en la coalición Juntos por Cataluña.
Electo diputado autonómico, el 23 de enero de 2018, una semana después de la constitución del Parlamento de la nueva legislatura, hizo pública su renuncia al acta de diputado por medio de una carta manuscrita desde la prisión de Estremera para facilitar una posible salida de la cárcel.
En diciembre de 2018 efectuó una huelga de hambre en prisión que duró 17 días.
En enero de 2019 anunció sus intenciones de aspirar a la alcaldía de Barcelona, pero no precisó la candidatura dentro de la cual pretendía concurrir a las elecciones municipales de 2019. El día 1 de febrero de 2019 fue trasladado a la prisión de Soto del Real, a la espera de celebración del juicio correspondiente.
El Tribunal Supremo (TS) juzga a 12 líderes catalanes, entre ellos a Joaquim Forn,  por el referéndum  y la declaración unilateral de independencia de 2017. El juez Llarena, en su auto,  acusa a Joaquim Forn de los delitos de  rebelión y malversación de caudales públicos, al haber participado el 28 de septiembre de 2017, en una reunión de coordinación policial, junto con Puigdemont y  Oriol Junqueras, y a pesar del alto riego de “incidentes violentos”, señalados por el estamento policial, eludió su responsabilidad de aplicar las órdenes de la Fiscalía General del Estado y del Gobierno central y a pesar de ser consciente de los hechos acaecidos en el Departamento de economía, decidió continuar impulsando el referéndum de independencia diseñando un operativo policial de acuerdo a sus intereses políticos independentistas. La petición de penas  en el  escenario judicial  de investigado,  anteriormente denominado imputado,  por los delitos de rebelión y malversación, queda de la siguiente forma, la  Fiscalía General del Estado (FGE) solicita la pena de 16 años de prisión y la Abogacía del Estado reduce la petición a 11 años.

### Condena
El lunes 14 de octubre de 2019, el Tribunal Supremo, sala de lo penal, emite la sentencia de la causa penal seguida contra los 12 líderes catalanes del procés, a Joaquim Forn,  le condena a 10 años y 6 meses de prisión e inhabilitación absoluta por sedición, siendo absuelto del cargo de rebelión.